# Charles-Félix de Galéan
Charles-Félix de Galéan (1620-1700), duc de Gadagne, fut lieutenant-général des armées de Louis XIV, compagnon d'armes de Henri de La Tour d'Auvergne, vicomte de Turenne et généralissime  des armées de la Sérénissime République de Venise. 

## Biographie
Il naquit à Avignon en 1620. Ses ancêtres étaient d'origine génoise, où le nom Galliani est attesté dès le commencement du XIIe siècle. Un des membres de cette famille s'installa à Avignon, vers 1350, peu après la Grande Peste. 
En 1664, il commande l'armée expéditionnaire durant l'expédition de Djidjelli.
En 1669, Charles-Félix acheta le fief de Châteauneuf, dit alors de Giraud Amic, à cette branche cadette de la maison de Sabran. L'acte fait état d'une transaction qui s'éleva à 68 000 écus. En novembre de la même année, une bulle pontificale de Clément IX éleva cette baronnie au rang de duché. La mère du général étant une Guadagni, désormais son nom servit à qualifier ce fief qui devint Châteauneuf-de-Gadagne. 
Avec le consentement du roi, en 1689, il passa au service des Vénitiens et devint généralissime des armées de la Sérénissime. 
Il décéda à Châteauneuf-de-Gadagne le 6 janvier 1700.
La famille des Gadagne de Châteauneuf s'est éteinte en 1925.